# 平舘村 (岩手県)
平舘村（たいらだてむら）は、昭和31年（1956年）まで岩手県岩手郡の北西部に存在していた村。現在の八幡平市平舘・堀切にあたる。

## 地理
- 河川：松川

## 沿革
- 明治22年（1889年）4月1日 - 町村制施行にともない、平舘村と堀切村が合併して北岩手郡平舘村が発足。
- 1897年（明治30年）4月1日 - 郡の統合により北岩手郡と南岩手郡が合併し、岩手郡が復活[1]。岩手郡平舘村となる。
- 昭和31年（1956年）9月30日 - 大更村・寺田村・田頭村と合併し、西根村となる。

## 行政

### 歴代村長
| 代 | 氏名         | 就任                       | 退任                       | 備考 |
| -- | ------------ | -------------------------- | -------------------------- | ---- |
| 1  | 小山田吉泰   | 明治22年（1889年）6月26日  | 明治26年（1893年）5月25日  |      |
| 2  | 対馬景福     | 明治26年（1893年）5月26日  | 明治30年（1897年）2月2日   |      |
| 3  | 安村政民     | 明治30年（1897年）2月3日   | 明治35年（1902年）5月14日  |      |
| 4  | 高橋憲吉     | 明治35年（1902年）5月15日  | 明治43年（1910年）6月23日  |      |
| 5  | 高橋熊七     | 明治43年（1910年）6月24日  | 大正5年（1916年）7月13日   |      |
| 6  | 高橋寛城     | 大正5年（1916年）7月14日   | 大正8年（1919年）8月       |      |
| 7  | 田村亀一郎   | 大正9年（1920年）3月1日    | 大正10年（1921年）4月21日  |      |
| 8  | 高橋寛城     | 大正10年（1921年）4月26日  | 大正12年（1923年）8月28日  | 再任 |
| 9  | 八重樫伝次郎 | 大正12年（1923年）8月29日  | 大正14年（1925年）4月5日   |      |
| 10 | 大釜徳治     | 大正14年（1925年）4月6日   | 昭和4年（1929年）4月5日    |      |
| 11 | 猿川源助     | 昭和4年（1929年）4月6日    | 昭和8年（1933年）4月5日    |      |
| 12 | 小村寛       | 昭和8年（1933年）4月6日    | 昭和10年（1935年）7月16日  |      |
| 13 | 猿川伝次郎   | 昭和10年（1935年）8月18日  | 昭和15年（1940年）10月10日 |      |
| 14 | 中村要吉     | 昭和15年（1940年）10月14日 | 昭和18年（1943年）4月3日   |      |
| 15 | 田村泰次郎   | 昭和19年（1944年）8月23日  | 昭和22年（1947年）1月3日   |      |
| 16 | 高橋福一郎   | 昭和22年（1947年）4月15日  | 昭和23年（1948年）12月9日  |      |
| 17 | 田山長一郎   | 昭和24年（1949年）2月1日   | 昭和31年（1956年）9月29日  |      |

## 交通

### 鉄道
- 国鉄花輪線：平館駅（地名は平舘、駅名は平館と表記）

## 出身有名人
- 江間章子 - 詩人（出身は新潟県、幼少期に居住した）